# Margareta Köhler
Margareta Köhler, född Blomberg, född 6 mars 1901 i Stockholm, död där 9 maj 1974, var en svensk möbel- och inredningsarkitekt. Hon var dotter till sjökaptenen och entreprenören Gustaf Blomberg och Cecilia Pålman, och syster till författaren och konsthistorikern Erik och ingenjören Hugo Blomberg.
Köhler läste i två år vid Tekniska skolan för kvinnliga lärjungar samt i tre år vid Högre Konstindustriella Skolan vid Tekniska skolan (bägge läroanstalterna har sedermera uppgått i Konstfack). Hon anställdes vid AB Auktionshallen med dotterbolaget AB Nordiska Galleriet på Nybrogatan i Stockholm 1933 för att senare öppna en egen inredningsfirma, Futurum, som hon drev tillsammans med sin svägerska Marie Louise Idestam 1934–1942.
Köhler skapade inredningar för privatpersoner och offentliga miljöer. Bland annat tog hon fram barnkammarmöbler och -interiörer till daghemmet i kollektivhuset av Sven Markelius på John Ericssonsgatan i Stockholm år 1935. Tillsammans med Marie Louise Idestam formgav hon fem interiörer och möbler för den moderna avdelningen vid AB Auktionshallen med dotterbolaget AB Nordiska Galleriet i Stockholm år 1933.
Köhler var även aktiv som skribent: hon skrev artiklar i tidningar, tidskrifter och i andra sammanhang kring möbel- och inredningsfrågor.
Hon var medlem i Konsthantverkarnas gille och gick 1933 med i Sveriges inrednings- och möbelarkitekters sammanslutning, sedermera Svenska inredningsarkitekters riksförbund.